# Liste von Wallfahrtsorten im Eichsfeld
Die Liste von Wallfahrtsorten im Eichsfeld enthält die wichtigsten Wallfahrtsstätten, Wallfahrtsorte und Wallfahrtskirchen im Eichsfeld im nordwestlichen Thüringen und südlichen Niedersachsen in Deutschland.

## Liste
| Wallfahrtsstätte    | Ort              | Landkreis Bistum     | Wallfahrtskirche oder -Kapelle                       | Wallfahrt seit                                            | Wallfahrten | Bild |
| ------------------- | ---------------- | -------------------- | ---------------------------------------------------- | --------------------------------------------------------- | --- | ---- |
| Annaberg            | Struth           | Eichsfeld Erfurt     | St. Anna (1869 abgerissen)                           | 17. Jh. bis 1855 seit einigen Jahren wieder zum Bildstock | Annabergwallfahrt                                                                                                |      |
| Beberstedt          | Beberstedt       | Eichsfeld Erfurt     | St. Martin                                           | Mitte 18. Jahrhundert                                     | Mariä Himmelfahrt                                                                                                |      |
| Breitenholz         | Breitenholz      | Eichsfeld Erfurt     | St. Mariä Heimsuchung                                | 1655                                                      | Mariä Heimsuchung                                                                                                |      |
| Brink               | Burgwalde        | Eichsfeld Erfurt     | Kapelle St. Bonifatius                               | 1957                                                      | Bonifatiuswallfahrt                                                                                              |      |
| Dingelstädt         | Dingelstädt      | Eichsfeld Erfurt     | St. Maria im Busch                                   |                                                           | Wallfahrt zu Mariä Geburt                                                                                        |      |
| Etzelsbach          | Steinbach        | Eichsfeld Erfurt     | Wallfahrtskapelle Mariä Himmelfahrt                  | 15./16. Jahrhundert                                       | Mariä Heimsuchung (Pferdewallfahrt) Mariä Schnee Mariä Himmelfahrt Mariä Geburt und weitere                      |      |
| Hennefeste          | Birkenfelde      | Eichsfeld Erfurt     | Maria-Hilf-Kapelle                                   |                                                           | Wallfahrt am Pfingstmontag                                                                                       |      |
| Gute Born           | Ershausen        | Eichsfeld Erfurt     | Gute-Born-Kapelle                                    |                                                           | |      |
| Höherberg           | Wollbrandshausen | Göttingen Hildesheim | Wallfahrtskapelle Zu Ehren der 14 Heiligen Nothelfer | Mitte 19. Jahrhundert                                     | Große Höherbergwallfahrt Christopherusfest Marie Aufnahme in den Himmel Motorradwallfahrt und weitere            |      |
| Hülfensberg         | Geismar          | Eichsfeld Erfurt     | Wallfahrtskirche Christus der Erlöser                | vor 1357                                                  | Dreifaltigskeitswallfahrt Johanneswallfahrt Rentnerwallfahrt Wallfahrt zum Tag der Deutschen Einheit und weitere |      |
| Kerbscher Berg      | Dingelstädt      | Eichsfeld Erfurt     | Klosterkirche                                        |                                                           | Frauenwallfahrt                                                                                                  |      |
| Klüschen Hagis      | Wachstedt        | Eichsfeld Erfurt     | Wallfahrtskirche Mariä Heimsuchung                   | 16. Jahrhundert                                           | Männerwallfahrt (1957) Mariä Heimsuchung und weitere                                                             |      |
| Kreuzebra           | Kreuzebra        | Eichsfeld Erfurt     | St. Sergius und Bacchus Kirche                       |                                                           | Kreuzwallfahrt                                                                                                   |      |
| Leinefelde          | Leinefelde       | Eichsfeld Erfurt     | St. Bonifatius                                       |                                                           | Elisabethwallfahrt                                                                                               |      |
| Maria auf der Wiese | Germershausen    | Göttingen Hildesheim | Kirche Mariä Verkündigung                            | Anfang 18. Jahrhundert                                    | Seniorenwallfahrt Frauenwallfahrt Marienwallfahrt Große Wallfahrt und weitere                                    |      |
| Renshausen          | Renshausen       | Göttingen Hildesheim | Josefskapelle                                        |                                                           | Josefswallfahrt Kleine Wallfahrt                                                                                 |      |
| Werdigeshausen      | Kefferhausen     | Eichsfeld Erfurt     | Werdigeshäuser Kirche St. Cyriakus                   | Ende 18. Jahrhundert                                      | Bonifatiuswallfahrt                                                                                              |      |
| Wingerode           | Wingerode        | Eichsfeld Erfurt     | Ignatiuskapelle                                      | 17. Jahrhundert                                           | Ignatiuswallfahrt                                                                                                |      |
| Worbis              | Worbis           | Eichsfeld Erfurt     | Antoniuskirche                                       | 1678                                                      | Antoniuswallfahrt Kolpingwallfahrt                                                                               |      |

## Weitere Wallfahrtstraditionen
Hier werden weitere überregionale Wallfahrtstraditionen in und außerhalb des Eichsfeldes aufgeführt:
- Wallfahrt der Eichsfelder in der Fremde nach Bochum-Stiepel
- Fußwallfahrt von Magdeburg zum Klüschen Hagis (seit 1982)
- Walldürn-Wallfahrt von Küllstedt über den Hülfensberg nach Walldürn (seit 1683)
- Trachtenwallfahrt Eichsfelder Vereine zu wechselnden Wallfahrtsorten
- Ökumenischer Pilgerweg vom Hülfensberg zum Kloster Zella
- Palmsonntagsprozession in Heilbad Heiligenstadt